# Future Perfect
Future Perfect – debiutancki album grupy Autolux wydany w 2004 roku. Wydawnictwo dotarło na 16. miejsce listy Dance/Electronic Albums Billboardu.

## Spis utworów
1. „Turnstile Blues” – 5:40
2. „Angry Candy” – 4:45
3. „Subzero Fun” – 3:56
4. „Sugarless” – 5:22
5. „Blanket” – 4:49
6. „Great Days for the Passenger Element” – 5:20
7. „Robots in the Garden” – 2:05
8. „Here Comes Everybody” – 5:17
9. „Asleep at the Trigger” – 4:45
10. „Plantlife” – 4:12
11. „Capital Kind of Strain” – 5:42

## Twórcy
- Produkcja: T Bone Burnett
- Wszystkie utwory napisane przez Autolux
- Inżynier dźwięku: Mike Piersante
- Mix: Dave Sardy
- Mastering: Stephen Marcussen
- Oprawa graficzna: Carla Azar

## Wydania winylowe
Album miał dwupłytowe wydanie winylowe w roku premiery. Po rozwiązaniu wytwórni DMZ album został w 2009 roku wydany przez zespół na jednej płycie winylowej dostępnej przez stronę internetową zespołu i po raz kolejny w 2015 jako limitowane (500 sztuk) wydanie deluxe – na dwóch 180-gramowych płytach winylowych, z rozkładaną okładką, w dodatkowej antystatycznej kopercie i z podpisanym przez członków zespołu polaroidem.